# Czasownik zwrotny
Czasownik zwrotny – forma czasownika tworzącego orzeczenie w zdaniu, w którym podmiot jest jednocześnie wykonawcą i odbiorcą czynności (agensem i patiensem).

## Czasownik zwrotny w języku polskim
Sposób tworzenia: odmieniony czasownik + zaimek zwrotny się.
Przykłady: Tata się myje, Golę się codziennie rano.

## Język niemiecki
W języku niemieckim w przeciwieństwie do polskiego zaimek zwrotny ulega odmianie przez osoby:
- ich – mich
- du – dich
- er/sie/es – sich
- wir – uns
- ihr – euch
- sie/Sie – sich

Przykłady: Ich wasche mich. – Myję się.

## Język angielski
W języku angielskim zaimek zwrotny tworzony jest przez dodanie do zaimka osobowego lub dzierżawczego końcówki -self dla liczby pojedynczej oraz -selves dla mnogiej:
- I – myself
- you – yourself
- he – himself
- she – herself
- it – itself
- we – ourselves
- you – yourselves
- they – themselves

Inną formą dla liczby mnogiej są wyrażenia each other/one another, formę bezosobową tworzy się przez oneself.
Przykłady:
- It got spoiled itself. – Samo się zepsuło.
- Tom and Mary love each other. – Tomek i Maria się kochają.